# Aliaxis Deutschland
Die Aliaxis Deutschland GmbH, ehemals FRIATEC GmbH, ist ein Unternehmen mit Sitz in Mannheim. Aliaxis Deutschland ist nach eigenen Angaben einer der ältesten Industriebetriebe der Rhein-Neckar-Region. 1863 als Ziegelei gegründet, stellt Aliaxis korrosionsbeständige und verschleißfeste Werkstoffe her und ist ein internationaler Anbieter von Kunststoffrohrsystemen für Hoch- und Tiefbau, Infrastruktur und Industrie.

## Die Aliaxis Unternehmensgruppe
Die Aliaxis-Unternehmensgruppe mit Hauptsitz in Brüssel, Belgien ist mit ihren Unternehmen in über 40 Ländern weltweit vertreten und zählt nach eigenen Angaben zu den weltgrößten Herstellern von Kunststoff- und Rohrleitungssystemen für das Bauwesen, die Industrie und Versorgungsunternehmen.

## Unternehmensbereiche und Produkte
Die Aliaxis Deutschland GmbH gliederte sich bis 2019 im Wesentlichen in zwei Unternehmensbereiche: Technische Kunststoffe und Keramik. Der Unternehmensbereich Technische Kunststoffe bildet das heutige Kerngeschäft des Unternehmens und unterteilt sich in die Bereiche Infrastruktur und Industrieprodukte. Der Teilbereich Keramik wurde im Laufe des Geschäftsjahres 2019 veräußert.
Das Produktspektrum der Aliaxis Deutschland GmbH umfasst nach Angaben der offiziellen Website vornehmlich Verbindungstechnologien für Rohrleitungssysteme sowie Produkte für industrielle Anwendungen. Im Segment Industrie bietet das Unternehmen Lösungen für den Anlagenbau sowie für kommunale Ver- und Entsorgungsbetriebe. Hierzu zählen die Wasseraufbereitung, Schwimmbäder, Pools & Spas, Oberflächentechnik, Doppelrohrsysteme und Wanddurchführungen. Im Infrastruktursegment offeriert das Unternehmen Verbindungstechnologien für Rohrsysteme für alle Netze der Ver- und Entsorgung. Dies bezieht sich auf das Gasversorgungsnetz, das Wasserversorgungsnetz sowie die Abwassersysteme. Darüber hinaus umfasst das Spektrum digitale Services und Geräteservices sowie Training und Support.

## Umweltschutz
Das Umwelt- und Energiemanagement der Aliaxis Deutschland GmbH ist nach DIN EN ISO 14001 und 50001 vom TÜV Rheinland zertifiziert. 2016 installierte die damalige FRIATEC AG ein 1,4 Megawatt Brennstoffzellenkraftwerk am Standort Mannheim, um die Umweltverträglichkeit der Fertigung zu erhöhen und die Schadstoffbelastung der Luft zu reduzieren. Mit dem Ziel, die Kraft-Wärme-Kopplung des effizienten, elektrochemischen Prozesses bestmöglich zu nutzen, wurden darüber hinaus alte Heizkessel durch moderne Kessel ersetzt. So wurden die CO2-Emissionen um etwa 3.000 Tonnen reduziert.

## Geschichte

### 1863 bis 1889

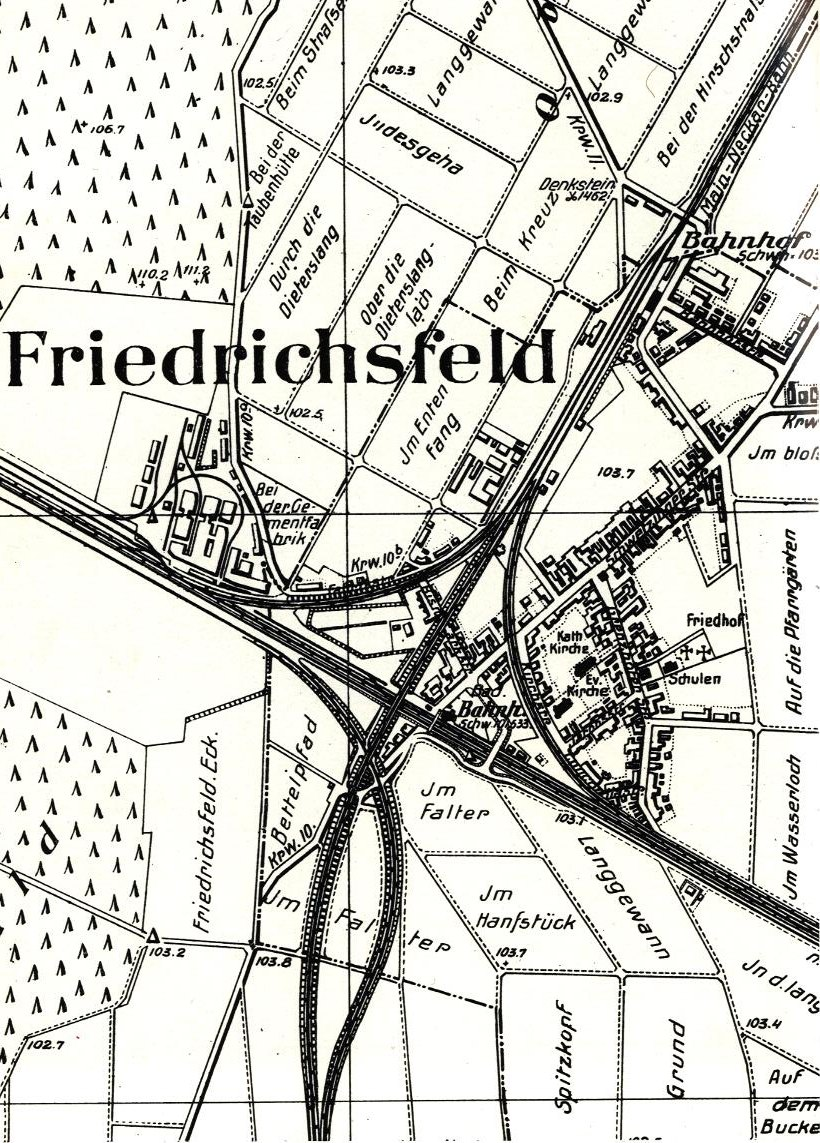
Friedrichsfeld 1900. Links das Fabrikgelände

1863 gründete Otto Reinhard bei Friedrichsfeld eine Ziegelei. Bestimmend für die Standortwahl waren das Tonvorkommen unter den Sanddünen, die Verfügbarkeit von billigen Arbeitskräften in den umliegenden Dörfern und die günstige Verkehrsanbindung Friedrichsfelds als Kreuzungspunkt der Badischen Hauptbahn mit der Bahnstrecke Frankfurt am Main–Heidelberg. Nur vier Jahre später wurde die Ziegelei wieder liquidiert.
Ebenfalls 1863 übernahm Julius Friedrich Espenschied eine Zementfabrik in Mannheim-Jungbusch. Während des Gründerzeit-Booms kam es in Mannheim zu einer Verknappung der Arbeitskräfte, so dass Espenschied 1873 das brachliegende Gelände der ehemaligen Reinhard’schen Ziegelei in Friedrichsfeld übernahm und eine Filiale eröffnete, in der Röhren, Tröge und Wannen aus Zement und Ton hergestellt wurden. 1878 verselbständigte Espenschied das Tochterunternehmen als Portland-Cement- und Thonwarenfabrik Friedrichsfeld.
Die Zementproduktion verlor rasch an Bedeutung und die Fabrik konzentrierte sich auf die Herstellung von Tongutröhren. Gemeinsam mit den Tonfabriken in Frechen und Bitterfeld gelang es, die englische Monopolstellung zu brechen. Zur Sicherstellung der Rohstoffzufuhr wurden bis 1890 Tongrubenfelder in Waldhilsbach, Unterschwarzach, Aglasterhausen, Eberbach und Darsberg erworben. Gegen Ende der 1880er Jahre begann man mit der Produktion von chemischem Steinzeug für die aufstrebende chemische Industrie, wie die BASF und Hoechst. 1886 wurden 200 Arbeiter beschäftigt.
| Jahr | Unternehmensname                                                                                               |
| ---- | --- |
| 1878 | J.F. Espenschied Portland-Cement- und Thonwarenfabrik Friedrichsfeld                                           |
| 1890 | Badische Thonröhren- und Steinzeugwarenfabrik AG, vormals J.F. Espenschied                                     |
| 1894 | Deutsche Steinzeugwarenfabrik für Canalisation und Chemische Industrie                                         |
| 1961 | Deutsche Steinzeug- und Kunststoffwarenfabrik für Kanalisation und Chemische Industrie Mannheim-Friedrichsfeld |
| 1972 | Friedrichsfeld GmbH Steinzeug- und Kunststoffwerke                                                             |
| 1985 | Friedrichsfeld GmbH Keramik- und Kunststoffwerke                                                               |
| 1993 | FRIATEC AG Keramik- und Kunststoffwerke                                                                        |
| 1997 | FRIATEC Aktiengesellschaft                                                                                     |
| 2018 | FRIATEC GmbH                                                                                                   |
| 2019 | Aliaxis Deutschland GmbH                                                                                       |

### 1889 bis 1914
1889 geriet das Unternehmen in Liquiditätsschwierigkeiten. Das Bankhaus Bonte in Berlin übernahm daraufhin die Aktienmehrheit, beließ aber Espenschied als Direktor. Aufgrund von Differenzen über die Finanzierung des Aktientauschs wurde Espenschied jedoch 1892 entlassen und durch Otto Hoffmann ersetzt. Hoffmann, ein ausgebildeter Techniker und Kaufmann, prägte die Steinzeug bis zum Ersten Weltkrieg. Er stellte die Steinzeugfabrikation auf eine neue wissenschaftliche Grundlage und stand im ständigen Austausch mit mehreren technischen Hochschulen. Produkte aus Friedrichsfeld erhielten auf den Weltausstellungen in Antwerpen, Paris und Turin sowie mehreren internationalen Ausstellungen Goldmedaillen und Ehrendiplome. Bis 1913 lieferte das Unternehmen Kanalisationsanlagen für 180 deutsche Städte, darunter Berlin, München und Hannover und exportierte in fast alle Länder der Welt.
Nur kurz unterbrochen wurde der Aufstieg durch einen großen zweimonatigen Streik in 1912. Die aufkommenden Gewerkschaften hatten das Unternehmen, das nun den Namen Deutsche Steinzeugwarenfabrik trug, zum „Hauptkampfplatz“ gewählt, um exemplarisch die Forderungen nach mehr Lohn, Einführung von bezahltem Jahresurlaub und die Anerkennung der Gewerkschaften als Verhandlungspartner zu stellen. Nach einem hart geführten Arbeitskampf konnten die Arbeiter ihre Forderungen im Wesentlichen durchsetzen. 1914 wurden im Unternehmen 770 Arbeiter beschäftigt.

### 1914 bis 1945
Der Erste Weltkrieg brachte Umwälzungen für das Unternehmen mit sich. Die Nachfrage nach Kanalisationsprodukten brach ein, im Gegenzug stieg der Anteil des chemischen Steinzeugs am Gesamtumsatz auf 70 Prozent, das insbesondere für die Rüstungsindustrie geliefert wurde. Das Verhältnis drehte sich nach dem Krieg wieder um und 1919 wurde die 48-Stunden-Woche eingeführt. 1926 übernahm die Cremer-Gruppe das Unternehmen.

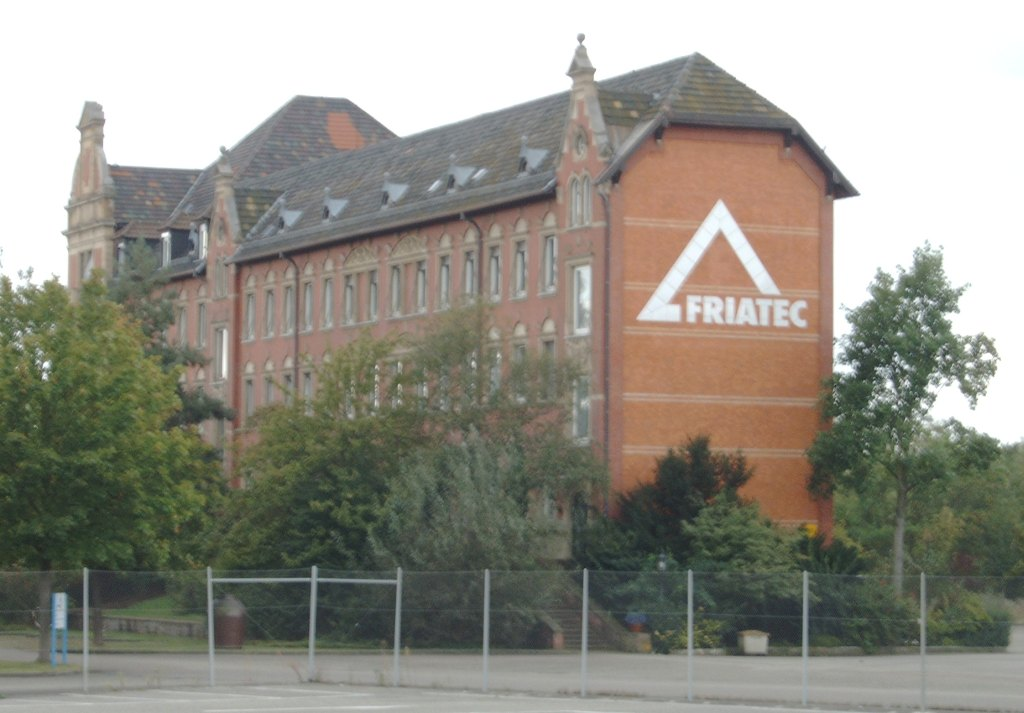
Verwaltungsgebäude aus dem Jahr 1899

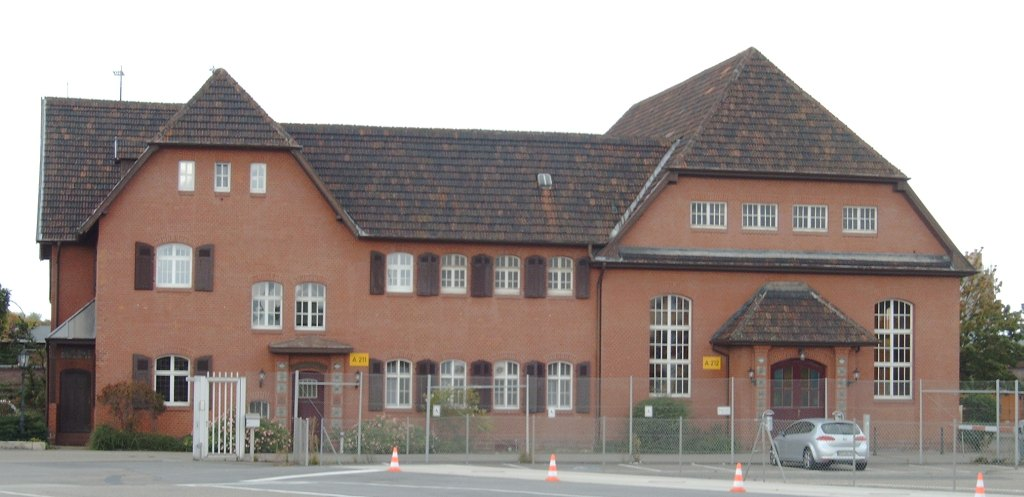
Casino von 1910

1928 wurde ein Höchststand von 915 Beschäftigten erreicht, bis die Weltwirtschaftskrise die Konjunktur abwürgte. Bis 1932 hatte sich der Umsatz geviertelt und die Zahl der Arbeiter sank auf 238. In der Zeit des Nationalsozialismus wurde die Gesellschaft gleichgeschaltet. Im Zweiten Weltkrieg wurden viele Arbeiter in die Wehrmacht eingezogen. Im Werk mussten 130 Zwangsarbeiter arbeiten. Trotz der zahlreichen Fliegerangriffe auf Mannheim blieb das weit im Osten gelegene Fabrikgelände verschont und wurde erst in den letzten Kriegstagen durch Artilleriebeschuss beschädigt.

### 1945 bis 1988
Im Herbst 1945 konnte die Produktion wiederaufgenommen und zwei Jahre später erstmals wieder ins Ausland exportiert werden. 1958 arbeiteten 1000 Beschäftigte und der Marktanteil in Deutschland lag bei zwölf Prozent. Gleichzeitig bahnte sich ein Strukturwandel an. Der Bedarf der boomenden Bauindustrie konnte von der deutschen Steinzeugbranche nicht gedeckt werden. Erste Marktanteile gingen an die schneller und flexibler herzustellenden Zement- und später auch Kunststoffrohre verloren. Auch in Friedrichsfeld begann man 1955 mit der Verarbeitung von Kunststoffen.
Ein Großbrand an Heiligabend 1961 vernichtete Teile des Werkes. Es wurde mit neuen Produktionsanlagen wiederaufgebaut, allerdings geriet man dann in die erste Nachkriegsdepression. Bis 1968 wurden einige Altanlagen und das Zweigwerk in Muggensturm stillgelegt. Zugleich wurde die Gesellschaft kritischer für ökologische Belange. Die Kohlenstoffverbrennung im Unterzug zur Verdichtung des Steinzeugs sorgte jahrzehntelang für mehrstündigen rußigen Qualmablass. Die Kohlebefeuerung wurde daher von Kohle auf Öl und später Gas umgestellt und die Kammer- durch Tunnelöfen ersetzt, so dass die Fabrik 1971 rauch- und rußfrei wurde.
Im Jahr 1976 trat Friedrich Reutner als Geschäftsführer in die Friedrichsfeld GmbH ein und wurde 1983 alleiniger Geschäftsführer. Reutner führte das ehemalige Steinzeug-Unternehmen mit neuen Produkten und Sparten aus einer existenzbedrohenden Krise. Die Steinzeugrohrproduktion verlor weiter an Bedeutung und wurde schließlich 1982 ganz eingestellt. Neue Werkstoffe wie Oxidkeramik, Siliziumguss oder PVC gewannen an Bedeutung, konnten aber die Verluste nicht ausgleichen. In den folgenden Jahren wurde die Produktpalette bereinigt und gleichzeitig in neue Werkstoffe investiert. Bereits 1977 war von der Degussa die Degussit-Abteilung übernommen worden. Sie verstärkte die eigene Oxidkeramik-Abteilung Frialit. Neuaufgebaut wurde die Medizin-Technik-Sparte. Zahlreiche alte Gebäude und Hallen wurden 1984/85 abgerissen und durch Neubauten ersetzt. Der Turnaround gelang, allerdings bei einer um 40 Prozent reduzierten Belegschaft. In den Jahren 1985 bis 1988 lag die Rendite immer über 10 Prozent. Das Eigenkapital konnte von 10 auf 22 Prozent gesteigert werden. Die Investitionen stiegen von 1,5 Mio. DM im Jahr 1982 auf 13 Mio. DM im Jahr 1988.

### Entwicklung von FRIATEC zu Aliaxis

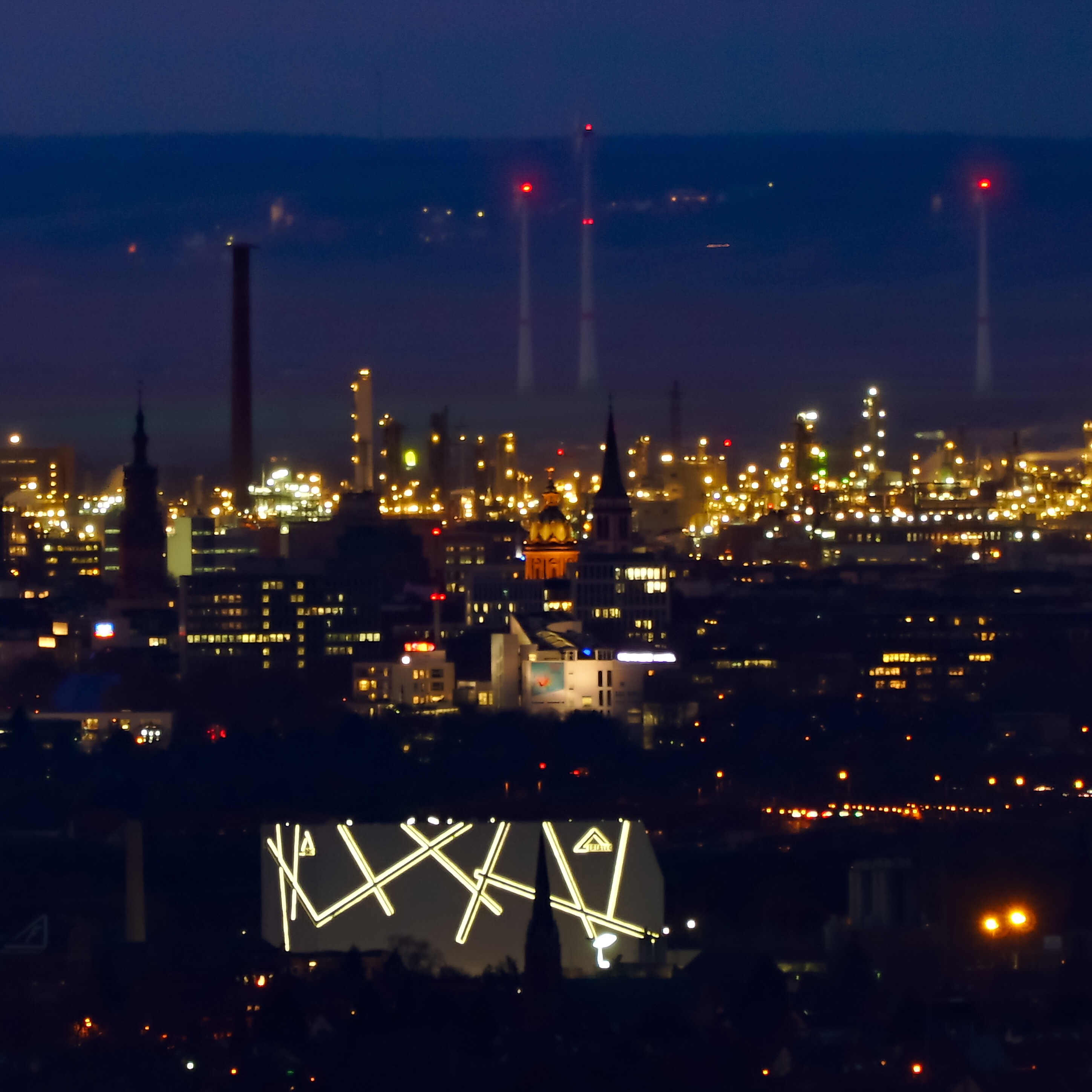
Hochregallagergebäude mit dem Firmenlogo Friatec.

In der Folge stieg auch wieder die Zahl der Arbeitnehmer bis auf über 2500 und aus der Einzelgesellschaft entstand eine Gruppe mit 42 Gesellschaften. 1990 wurde das Unternehmen in eine Aktiengesellschaft umgewandelt und drei Jahre später in FRIATEC umfirmiert. 1995 erfolgte der Börsengang. Zwei Jahre später verkaufte die Cremer-Gruppe ihre Anteile. Nach mehreren Eigentümerwechseln und dem Verkauf der Medizin-Sparte Friadent 1999 gehört Friatec seit 2003 zur belgischen Aliaxis-Gruppe. Die Obergesellschaft übernahm die Auslandsgesellschaften. 2005 wurden die letzten Kleinaktionäre in einem Squeeze-out abgefunden und Friatec zog sich von der Börse zurück. Zum 1. November 2007 verkaufte das Unternehmen den Geschäftsbereich Armaturen in St. Ingbert an die Th. Jansen-Armaturen GmbH. Die ehemalige Division Rheinhütte Pumpen wurde zum 1. Januar 2016 im Rahmen einer Abspaltung auf die Rheinhütte Pumpen GmbH übertragen.
2018 fand eine Umwandlung der Rechtsform von FRIATEC AG zur FRIATEC GmbH statt. 2019 wurde durch den Verkauf der Division Keramik eine Konzentration auf die Kernsegmente der Aliaxis Unternehmensgruppe vollzogen und es erfolgte eine Fusion mit der Akatherm FIP, die Kunststoffrohrleitungssysteme vertreibt. Aus der FRIATEC GmbH wurde die Aliaxis Deutschland GmbH.